# Impressum
Un Impressum (dal latino stampato voce del verbo imprimĕre, stampare) è una dichiarazione di proprietà e paternità che deve essere obbligatoriamente inclusa in ogni libro, giornale, rivista o sito web pubblicato in Germania o in altri paesi germanofoni come l'Austria e la Svizzera.
La "legge sui media telematici" (Telemediengesetz) del 2007 estende tale obbligo ai siti Internet tedeschi. Essi devono quindi pubblicare informazioni sull'editore, fra cui nome e indirizzo, numero di telefono o email, partita IVA e, a seconda della tipologia di società, sono definiti "siti tedeschi" i siti web pubblicati da individui o organizzazioni aventi sede in Germania, perciò l'utilizzo del TLD .de non è direttamente correlato all'obbligo di pubblicare un impressum.
Tale normativa ha dato vita a numerose proteste riguardo alla tutela della privacy di individui che pubblichino blog o pagine personali, mentre l'approvazione di tale normativa ha spinto la polizia tedesca a inviare un gran numero di diffide agli autori di siti web che non la rispettassero.